# Харалампи Джуров
Харалампи Джуров е български революционер, деец на Вътрешната македоно-одринска революционна организация.

## Биография
Харалампи Джуров е роден в град Прилеп, днес в Северна Македония. Присъединява се към ВМОРО и участва в подготовката на организационна чета в Прилепско заедно с Йордан Гавазов, Христо Чемков и Стоян Димитров – Акчията. Убит е в сражение с турци през 1900 година в родния си град.